# Liste der Flaggen im Ostalbkreis
Diese Liste beinhaltet alle Flaggen im Ostalbkreis in Baden-Württemberg, inklusive historischer Flaggen.
In Baden-Württemberg werden zweibahnige Flaggen verliehen, deren Farben den Wappenfarben entsprechen. Dabei wird oft als erste Farbe der Flagge (links vom Betrachter) die Farbe der Wappenfigur und als zweite Farbe die des Wappengrundes genommen. Flaggen, die vor Inkrafttreten der deutschen Gemeindeordnung 1935 geführt wurden, dürfen beibehalten werden, auch wenn diese nicht den heutigen Bestimmungen in Baden-Württemberg entsprechen.

## Ostalbkreis
| Landkreis   | Flagge | Kommentare |
| Ostalbkreis |        | Wappen am 5. November 1975 vom Innenministerium verliehen: „In Gold (Gelb) ein roter Pfahl, belegt mit einem goldenen (gelben) Abtsstab, vorne ein aufgerichteter schwarzer Löwe, hinten ein halber schwarzer Adler am Spalt.“ Flagge: Schwarz-Gelb. |

## Flaggen der Städte im Ostalbkreis
| Stadt             | Flagge | Kommentare |
| Aalen             |        | Aal erscheint im ältesten, seit 1385 bekannten Siegel. Adler erscheint seit der zweiten Hälfte des 17. Jahrhunderts, entfällt seit 1803. Heutiges Wappen im Jahre 1957 der alten Stadt verliehen. Wappen mit Flagge am 16. November 1976 vom Regierungspräsidium neu verliehen: „In Gold (Gelb) der schwarze Reichsadler, belegt mit einem roten Brustschild, darin ein gekrümmter silberner (weißer) Aal.“ Flagge: Rot-Weiß. |
| Bopfingen         |        | Adler erscheint im ältesten Siegel von 1279, wird in Siegelabdruck von 1283 oben von zwei Sternen beseitet. Schild mit als Hafte, Schlaufe oder Öse bezeichnete Figur überdeckt 1552 den Schwanz des Adlers, erscheint im 17. Jahrhundert als Brustschild. Heutige Farben seit 1955 endgültig festgelegt: „In Gold (Gelb) der schwarze Reichsadler, belegt mit einem von Rot und Blau gespaltenen Brustschild, darin eine goldene (gelbe) Hafte (Kesselrinken).“ Flagge: Rot-Blau.                                                                                         |
| Ellwangen (Jagst) |        | Wappen des französischen Bistums Langres in den Jahren 1802/1803 übernommen: „In Blau ein durchgehendes rotes Andreaskreuz, bewinkelt von vier goldenen (gelben) Lilien.“ Flagge: Blau-Rot. |
| Heubach           |        | Heuhaken erscheinen im ältesten, in einem Abdruck von 1479 belegten Siegel. Württembergische Hirschstange erscheint seit dem 16. Jahrhundert, zeitweise ohne Schildhaupt: „Unter goldenem (gelbem) Schildhaupt, darin eine schwarze Hirschstange, in Blau zwei schräg gekreuzte goldene (gelbe) Heuliecher (Heuhaken).“ Flagge: Gelb-Blau. |
| Lauchheim         |        | Lauchstengel in Siegeln seit 1448 belegt. Heutiges Wappen mit Flagge der neuen Stadt am 25. März 1981 vom Landratsamt verliehen: „In Silber (Weiß) zwei schräg gekreuzte grüne Lauchstengel, darüber ein schwarzes Tatzenkreuz mit erhöhtem Stamm (Deutschordenskreuz), darunter eine aufgerichtete, vierendige schwarze Hirschstange.“ Flagge: Grün-Weiß. |
| Lorch             |        | Initiale in Siegeln seit 1512 belegt. Löwe erscheint 1934 im Wappen. Wappen und Flagge der neuen Stadt am 11. Juli 1978 vom Landratsamt Ostalbkreis verliehen: „In gespaltenem Schild vorne in Gold (Gelb) der schwarze Großbuchstabe L, hinten in Schwarz ein goldener (gelber) Löwe.“ Flagge: Schwarz-Gelb. |
| Neresheim         |        | Siegel zeigten seit 1656 das Wappen des Hauses Oettingen. Wappen in heutiger Form seit 1968 festgelegt. Flagge erstmals 1726 erwähnt : „Von Gold (Gelb) und Rot geteilt, belegt mit einem blauen Herzschild, der oben auf eine Reihe roter, unten auf eine Reihe gestürzter goldener (gelber) Eisenhütchen stößt. Beiderseits stößt an den Herzschild je ein die Teilung überdeckendes, mit der Spitze nach außen weisendes Eisenhütchen in verwechselten Farben. Das Wappen ist überdeckt von einem durchgehenden silbernen (weißen) Leistenschragen.“ Flagge: Gelb-Blau. |
| Oberkochen        |        | Wappen und Flagge am 1. Juni 1968 vom Innenministerium verliehen: „In Blau drei (2:1) goldene (gelbe) Rosen.“ Flagge: Gelb-Blau. |
| Schwäbisch Gmünd  |        | Einhorn erscheint in einem Siegelabdruck aus dem Jahre 1277. Wappen seit dem 15. Jahrhundert vorwiegend in heutigen Farben tingiert. Weiß-rote Fähnchen erscheinen auf mit dem Gmünder Schützenfest von 1480 in Verbindung gebrachtem Tafelgemälde: „In Rot ein aufgerichtetes silbernes (weißes) Einhorn.“ Flagge: Weiß-Rot. |

## Flaggen der Gemeinden im Ostalbkreis
| Gemeinde             | Flagge | Kommentare |
| Abtsgmünd            |        | Wappen im Jahre 1956 festgelegt, mit Flagge am 26. November 1956 vom Innenministerium verliehen: „In gespaltenem Schild vorne in Rot ein aus dem Unterrand emporkommender, mit der Krümme zum Spalt gewendeter silberner (weißer) Abtsstab, hinten in Silber (Weiß) drei rote Kugeln übereinander.“ Flagge: Weiß-Rot. |
| Adelmannsfelden      |        | Wappen erscheint vor dem Jahre 1930 im Schultheißenamtssiegel. Flagge am 2. Juli 1980 vom Landratsamt Ostalbkreis verliehen: „In Silber (Weiß) auf grünem Dreiberg eine natürliche Tanne.“ Flagge: Grün-Weiß. |
| Bartholomä           |        | Wappen und Flagge am 2. März 1957 vom Innenministerium verliehen: „In Rot ein mit der Schneide nach links gekehrtes silbernes (weißes) Messer.“ Flagge: Weiß-Rot. |
| Böbingen an der Rems |        | Wappen im Jahre 1930 von der Archivdirektion Stuttgart der ehemaligen Gemeinde Unterböbingen vorgeschlagen: „In geteiltem Schild oben in Rot eine auf der Teilung stehende silberne (weiße) Kapelle mit Dachreiter, unten in Grün eine schräglinke goldene (gelbe) Glocke.“ Flagge: Weiß-Rot. |
| Durlangen            |        | Wappen und Flagge am 19. September 1957 vom Innenministerium verliehen: „In Rot auf grünem Dreiberg eine silberne (weiße) Tanne.“ Flagge: Weiß-Rot. |
| Ellenberg            |        | Wappen auf Vorschlag der Archivdirektion Stuttgart aus dem Jahre 1924 angenommen. Flagge am 26. Juli 1957 vom Innenministerium verliehen: „In Gold (Gelb) ein aus dem Schildrand wachsender, nach links gewendeter schwarzer Elchkopf.“ Flagge: Blau-Gelb. |
| Eschach              |        | Esche erscheint im Siegel von 1832. 1926 festgelegtes Wappen zeigte aus mit Wellenstab belegtem Dreiberg wachsende Esche und Farnkräuter. Heutiges Wappen im Jahre 1956 festgelegt, mit Flagge am 26. November 1956 vom Innenministerium verliehen: „In Silber (Weiß) auf grünem mit einer silbernen (weißen) Wellenleiste belegtem Hügel eine grüne Esche zwischen zwei aus dem Hügel wachsenden grünen Farnkräutern.“ Flagge: Grün-Weiß.                                                                    |
| Essingen             |        | Esse erscheint in Siegel des Markts Essingen von 1646. Wappen und Flagge am 12. März 1979 vom Landratsamt Ostalbkreis verliehen: „In Gold (Gelb) der oberhalb runde schwarze Rahmen einer Esse, auf deren Rost eine rote Flamme lodert.“ Flagge: Rot-Gelb. |
| Gschwend             |        | Wappen und Flagge am 26. Mai 1952 von der Landesregierung verliehen: „In Gold (Gelb) eine rote Flamme mit drei Zungen, begleitet rechts oben und links unten von je einer grünen Tanne.“ Flagge: Rot-Gelb. |
| Göggingen            |        | Wappen im Jahre 1922 festgelegt. Flagge am 18. Februar 1981 vom Landratsamt Ostalbkreis verliehen: „In gespaltenem Schild vorne in Gold (Gelb) ein blaues Schwert, hinten in Blau ein goldener (gelber) Abtsstab.“ Flagge: Blau-Gelb. |
| Heuchlingen          |        | Wappen im Jahre 1956 festgelegt, mit der Flagge am 15. Februar 1957 vom Innenministerium verliehen: „In gespaltenem Schild vorne in Silber (Weiß) ein nach links gewendeter roter Löwe, hinten in Rot eine silberne (weiße) Mitra.“ Flagge: Rot-Weiß. |
| Hüttlingen           |        | Wappen und Flagge am 19. Februar 1957 vom Innenministerium verliehen: „In Silber (Weiß) über einem gestürzten, erniedrigten blauen Wellensparren, in dem zwei silberne (weiße) Aale schwimmen, ein achtendiges rotes Hirschgeweih mit rotem Grind.“ Flagge: Blau-Weiß. |
| Iggingen             |        | Schultheißenamtssiegel von 1930 zeigte geteilten Schild mit wiegenähnlicher Figur oben, Wappen des Igginger Ortsadels unten. Letzteres im Jahre 1957 als Gemeindewappen festgelegt, mit der Flagge am 19. September 1957 vom Innenministerium verliehen: „Von Silber (Weiß) und Blau schräg geteilt, oben ein nach der Teilung schreitender roter Löwe.“ Flagge: Weiß-Blau. |
| Jagstzell            |        | Wappen zwischen 1928 und 1930 angenommen. Flagge am 13. November 1980 vom Landratsamt Ostalbkreis verliehen: „Über blauem Schildfuß, darin eine mit roten Punkten bestreute silberne (weiße) Forelle, in Gold (Gelb) eine rote Kapelle (Zelle) mit linksstehendem Turm, umgeben von vier roten Rundtürmen mit Kegeldächern und einer gleichfalls ziegelgedeckten roten Mauer mit geschlossenem Tor, über dem eine Nonne mit schwarzem Ober- und silbernem (weißem) Untergewand hervorlugt.“ Flagge: Weiß-Rot. |
| Kirchheim am Ries    |        | Wappen im Jahre 1965 angenommen, mit Flagge am 2. Juli 1965 vom Innenministerium verliehen: „In Rot über einem erniedrigten silbernen (weißen) Leistenschragen eine silberne (weiße) Kirche mit rechtsstehendem Turm.“ Flagge: Weiß-Rot. |
| Leinzell             |        | Wappen im Jahre 1923 festgelegt. Flagge am 29. Dezember 1980 vom Landratsamt Ostalbkreis verliehen: „In Blau ein silberner (weißer) Wellenschrägbalken, darüber eine silberne (weiße) Kirche (Zelle) mit linksstehendem Turm.“ Flagge: Weiß-Blau. |
| Mutlangen            |        | Wappen und Flagge am 1. Februar 1954 von der Landesregierung verliehen: „In Rot ein durchgehendes silbernes (weißes) Kreuz, der Pfahl belegt mit einer eintürmigen roten Kirche (Schmalseite).“ Flagge: Weiß-Rot. |
| Mögglingen           |        | Wappen und Flagge am 15. Februar 1957 vom Innenministerium verliehen: „In Silber (Weiß) ein rot bezungter schwarzer Brackenrumpf.“ Flagge: Schwarz-Weiß. |
| Neuler               |        | Wappen am 22. November 1930 angenommen. Flagge am 15. August 1980 vom Landratsamt Ostalbkreis verliehen: „In Rot ein nach links gewendeter silberner (weißer) Pflug mit zwei achtspeichigen silbernen (weißen) Rädern.“ Flagge: Weiß-Rot. |
| Obergröningen        |        | Wappen nach Auskunft des Bürgermeisteramts seit etwa 1920 in Gebrauch. Flagge am 19. Februar 1981 vom Landratsamt Ostalbkreis verliehen: „In Blau drei goldene (gelbe) Roggenähren nebeneinander.“ Flagge: Gelb-Blau. |
| Rainau               |        | Wappen und Flagge am 9. September 1975 vom Innenministerium verliehen: „In Blau vorne ein aufgerichteter goldener (gelber) Löwe, hinten eine pfahlweis gestellte silberne (weiße) Hirschstange mit nach links gekehrten Enden.“ Flagge: Weiß-Rot. |
| Riesbürg             |        | Wappen und Flagge am 31. August 1973 vom Innenministerium verliehen: „In geteiltem Schild oben in Gold (Gelb) ein wachsender schwarzer Adler, unten in Rot ein silberner (weißer) Leistenschragen.“ Flagge: Weiß-Rot. |
| Rosenberg            |        | Wappen am 28. September 1937 vom damaligen Reichsstatthalter in Württemberg, Flagge am 16. September 1980 vom Landratsamt Ostalbkreis verliehen: „In Silber (Weiß) auf grünem Dreiberg ein grüner Rosenstock mit drei belaubten grünen Zweigen und drei fünfblättrigen roten Rosen mit goldenen (gelben) Butzen und grünen Kelchblättern.“ Flagge: Rot-Weiß. |
| Ruppertshofen        |        | Wappen und Flagge am 28. März 1958 vom Innenministerium verliehen: „In Blau ein achtspeichiges silbernes (weißes) Pflugrad, darüber ein linkshin liegendes silbernes (weißes) Sensenblatt.“ Flagge: Weiß-Blau. |
| Schechingen          |        | Wappen des Ortsadels erscheint seit 1930 im Siegel. Heutiges Wappen mit Flagge am 25. September 1961 vom Innenministerium verliehen: „In geteiltem, oben von Rot und Silber (Weiß) gespaltenem, unten blauem Schild oben links ein schräger roter Pfeil.“ Flagge: Rot-Weiß. |
| Spraitbach           |        | Wappen im Jahre 1928 festgelegt. Flagge am 23. September 1980 vom Landratsamt Ostalbkreis verliehen: „In Grün eine silberne (weiße) Wellendeichsel.“ Flagge: Weiß-Grün. |
| Stödtlen             |        | Wappen auf Vorschlag der Archivdirektion Stuttgart vom Jahre 1924 angenommen. Flagge am 4. Februar 1981 vom Landratsamt Ostalbkreis verliehen: „In Silber (Weiß) auf grünem Boden ein rotes Giebelhaus (Stadel) mit geschlossenem Tor, acht Luken und je zwei Dachausstößen übereinander an jeder Seite.“ Flagge: Rot-Weiß. |
| Tannhausen           |        | Gemeindestempel zeigten seit 1930 drei Tannen auf einem Boden. Wappen und Flagge am 31. Mai 1967 vom Innenministerium verliehen: „In gespaltenem Schild vorne in Gold (Gelb) eine bewurzelte grüne Tanne, hinten in Grün ein goldenes (gelbes) Giebelhaus mit schwarzem Rundbogentor, drei Fenstern und einer Giebelluke.“ Flagge: Grün-Gelb. |
| Täferrot             |        | Wappen und Flagge am 9. Mai 1957 vom Innenministerium verliehen: „In Rot über einer erniedrigten silbernen (weißen) Wellendeichsel der aus einem rot brennenden goldenen (gelben) Scheiterhaufen wachsende, golden (gelb) nimbierte und silbern (weiß) gekleidete Rumpf der Märtyrerin St. Afra.“ Flagge: Weiß-Rot. |
| Unterschneidheim     |        | Wappen und Flagge am 25. Oktober 1978 vom Landratsamt Ostalbkreis verliehen: „In gespaltenem Schild, vorne in Schwarz eine aufrechte silberne (weiße) Hirschstange, hinten in Silber (Weiß) ein durchgehendes schwarzes Kreuz.“ Flagge: Weiß-Schwarz. |
| Waldstetten          |        | Wappen am 6. September 1937 vom damaligen Reichsstatthalter in Württemberg, Flagge am 8. September vom Innenministerium verliehen: „In Blau ein goldener (gelber) Löwe.“ Flagge: Gelb-Blau. |
| Westhausen           |        | Wappen auf Vorschlag der Archivdirektion Stuttgart vom Jahre 1930 angenommen. Flagge vor Inkrafttreten der deutschen Gemeindeordnung 1935 geführt: „In Rot eine goldene (gelbe) Lilie.“ Flagge: Grün-Weiß-Grün. |
| Wört                 |        | Wappen auf Vorschlag der Archivdirektion Stuttgart aus dem Jahre 1924 angenommen. Flagge am 13. November 1980 vom Landratsamt Ostalbkreis verliehen: „In von Silber (Weiß) und Blau geteiltem Schild unten eine nach links schwimmende, mit roten Punkten bestreute silberne (weiße) Forelle.“ Flagge: Weiß-Blau. |